# Composition A; Composizione con nero, rosso, grigio, giallo e blu
Composition A: Composition with Black, Red, Gray, Yellow, Blue and White  è un dipinto a olio su tela eseguito da Piet Mondrian nel 1919.
L'opera è molto grande, misura 91,5 × 92 cm. Ora si trova nella Galleria Nazionale d'Arte Moderna di Roma.